# Diavolul în Islam

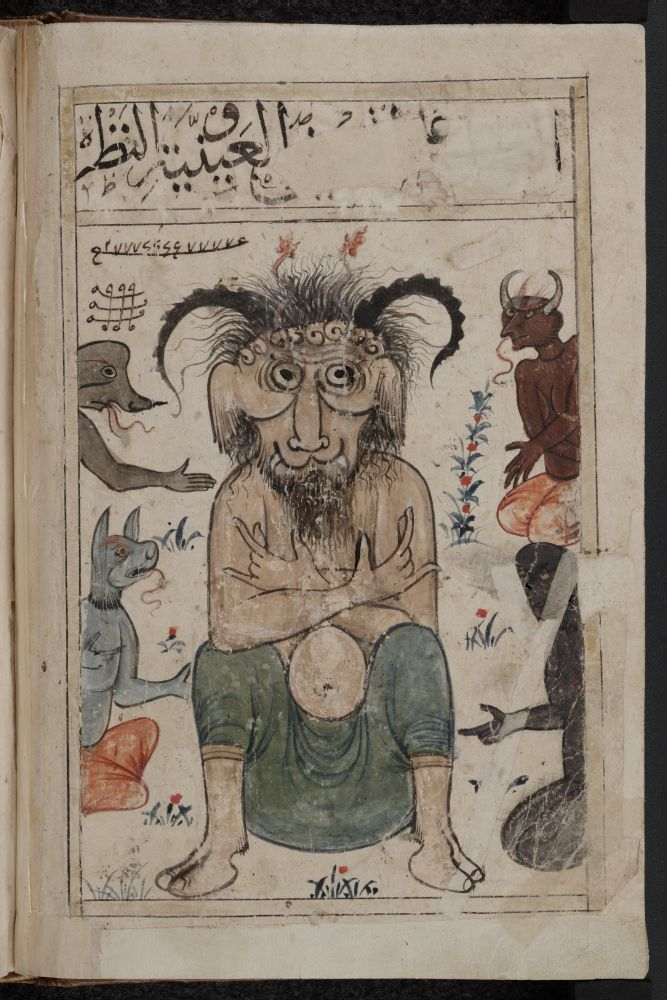
Iblis și demonii săi.

În religia islamică, Diavolul este cunoscut sub numele de Iblis sau Shaytan. El este cunoscut ca stăpânul tuturor djinnilor (duhurilor rele) și cel ce s-a răzvrătit împotriva lui Allah.

## Diavolul în teologia islamică
Conform Coranului, Allah a creat îngerii din lumină, iar pe djinni din cenușă și foc fără fum. Cand Adam a fost creat din lut, Allah le-a poruncit îngerilor și djinnilor să prosterneze în fața marii lui creați, dar Iblis a refuzat spunând că el este superior lui Adam. Astfel, el s-a opus lui Allah și a fost alungat din rai împreună cu ceilalți djinni ce i-au urmat exemplul, împotrivindu-se lui Allah.
Iblis a făcut o înțelegere cu Allah, și anume că până în Ziua Judecății el și djinni săi îi vor necăji, rătăci, minți și întoarce pe oameni împotriva lui Allah. Spre deosebire de perspectiva creștină a Diavolului, perspectiva islamică ne spune că Diavolul nu este un dușman direct al lui Dumnezeu, ci mai degrabă al omenirii.